# یاسین بن حامد
یاسین بن حامد (انگلیسی: Yassine Ben Hamed؛ زادهٔ ۲۴ مارس ۲۰۰۳) بازیکن فوتبال اهل فرانسه است.
از باشگاه‌هایی که در آن بازی کرده‌است می‌توان به باشگاه فوتبال رویال آنتورپ اشاره کرد.
وی همچنین در تیم‌های ملی فوتبال France national under-16 football team و زیر ۱۷ سال فرانسه بازی کرده‌است.